# Eftermiddag i P3
Eftermiddag i P3 är ett svenskt radioprogram som sänds live i Sveriges Radio P3 (måndag till torsdag 15:30 – 17:30). Programledare är Christopher Garplind och Hanna Hellquist. Tidigare har även Emma Molin och Linnea Wikblad lett programmet.
Eftermiddag i P3 gick tidigare under namnen Hanna Hellquist, taxen Ines och Jörgen Lötgård i P3, P3 med Christopher Garplind och Hanna Hellquist och P3 med Christopher Garplind och Emma Molin. Programmet ersatte populärkulturprogrammet PP3 i samband med en omorganisering av P3 i januari 2020. 
Programmet handlar om "populärkulturella nyheter, vardagsfilosofiska tankenötter med kändisar och intressanta, aktuella intervjuer". 
Återkommande inslag i programmet är Vardagsfilosofiska rummet. Vardagsfilosofiska rummet är en humoristisk hyllning till Filosofiska rummet i P1 där "kända och okända gäster reder ut vardagens moraliska och filosofiska dilemman". Vardagsfilosofiska rummet släpps som podd varje fredag.